# Mitu
Mitu là một chi chim trong họ Cracidae.